# Lumsden (Neuseeland)
Lumsden ist ein Dorf im Southland District der Region Southland auf der Südinsel von Neuseeland.

## Namensherkunft
Ursprünglich von dem Landvermesser John Turnbull Thomson wegen an einer Kurve des Ōreti River liegend Elbow genannt, erhielt das Dorf später den Namen zu Ehren des Lokalpolitikers und späteren Bürgermeisters von Invercargill, George Lumsden (1815–1904).

## Geographie
Das Dorf befindet sich im Norden der Waimea Plains am Ōreti River, rund 55 km nordwestlich von Gore. Invercargill liegt rund 73 km südlich des Dorfes. Nördlich erhebt sich die bis 636 m hohe Lintley Range, westlich die bis zu 665 m hohe North Range. Der Ōreti River passiert das Dorf auf seinem Fluss nach Süden an seiner westlichen Seite.

## Geschichte
Lumsden war ein wichtiger Eisenbahnknotenpunkt. Die Bahnstrecke Invercargill–Kingston verlief in Nord-Süd-Richtung durch das Dorf, nach Westen zweigte hier eine Stichstrecke nach Mossburn ab und nach Osten die Bahnstrecke Gore–Lumsden (Waimea Plains Railway). Nach 1883 verkehrte hier der Kingston Flyer, zwei Mal die Woche nach Invercargill, drei Mal nach Gore. 1971 wurde der größte Teil der Strecke nach Gore stillgelegt, 1982 folgten die Strecken Invercargill–Kingston im Bereich von Lumsden und die Zweigstrecke nach Mossburn.
Der ortsansässige Farmer George Chewings vermarktete eine 1887 von ihm entdeckte neue Variation des Gewöhnlichen Rotschwingels, Festuca rubra subsp. commutata, die im englischen Sprachraum als „Chewings Fescue“ bekannt wurde und sich gut als Weidegras eignete. Die Samen des Grases wurde in großen Mengen in der Gegend um Lumsden geerntet und seinerzeit auch nach Übersee exportiert.

## Bevölkerung
Zum Zensus des Jahres 2013 zählte der Ort 405 Einwohner, 1,5 % weniger als zur Volkszählung im Jahr 2006.

## Infrastruktur

### Straßenverkehr
Durch das Dorf führt der New Zealand State Highway 6 von Queenstown von Norden kommend nach Invercargill im Süden. Auf gleicher Trasse verläuft der State Highway 94, der nördlich des Dorfes von Nordwesten von Te Anau kommend auf den State Highway 6 stößt und südlich von Lumsden vom State Highway 6 nach Südosten nach Gore wieder abzweigt.

### Bildungswesen
Lusmden besitzt eine Grundschule und eine weiterführende Schule. Die Lumsden School ist eine koedukative Grundschule für die 1. bis 6. Klasse. Das Northern Southland College ist ein College für die Klassen 7 bis 13 und gab 2017 eine Schülerzahl zwischen 150 und 160 Schülern an.

## Persönlichkeiten
- Cathy Baker, Hockeyspielerin
- Bill English (* 1961), Politiker (New Zealand National Party) und 39. Premierminister von Neuseeland
- Mat Marshall (* 1990), Radrennfahrer